# Mordellistena bangueyensis
Mordellistena bangueyensis es una especie de coleóptero de la familia Mordellidae.

## Distribución geográfica
Habita en el África.